# Datong (köpinghuvudort i Kina, Hubei Sheng, lat 30,50, long 115,80)
Datong (kinesiska: 大同) är en köpinghuvudort i Kina. Den ligger i provinsen Hubei, i den centrala delen av landet, omkring 150 kilometer öster om provinshuvudstaden Wuhan. Antalet invånare är 19 624. Befolkningen består av 9 552 kvinnor och 10 072 män. Barn under 15 år utgör 18,0 %, vuxna 15-64 år 68 %, och äldre över 65 år 12,0 %.
Runt Datong är det tätbefolkat, med 427 invånare per kvadratkilometer. Närmaste större samhälle är Xiangqiao, 18,5 km söder om Datong. I omgivningarna runt Datong växer i huvudsak blandskog.
Genomsnittlig årsnederbörd är 1 892 millimeter. Den regnigaste månaden är maj, med i genomsnitt 282 mm nederbörd, och den torraste är januari, med 46 mm nederbörd.